# Gouvernement Thavisin
Thaïlande
62e cabinet
(Prayut Chan-o-cha II) 64e cabinet
(Paethongtarn Shinawatra)
Le gouvernement Srettha Thavisin (thaï : คณะรัฐมนตรีเศรษฐา ทวีสิน) est le soixante-troisième gouvernement de la Thaïlande du 1er septembre 2023 au 4 septembre 2024.
Dirigé par Srettha Thavisin, il s'agit du troisième gouvernement formé sous le roi Rama X, et du second par le Pheu Thai, parti arrivé second lors des élections législatives de mai, le premier étant le gouvernement Yingluck Shinawatra, de 2011 à 2014, et le sixième par son prédécesseur, le Thai Rak Thai, depuis le premier gouvernement Thaksin Shinawatra, de 2001 à 2005.
Srettha Thavisin est officiellement investi Premier ministre par le roi le 22 août. Son gouvernement est nommé le 1er septembre 2023, et prête serment le 5.

## Historique du mandat

### Contexte de la formation
Le Parlement, réuni en session conjointe le 13 juillet 2023, rejette finalement l'investiture de Pita Limjaroenrat, dont le parti Aller de l'avant (AA) est arrivé en tête des élections législatives thaïlandaises de 2023, et qui a formé une coalition avec le Pheu Thai (PT), arrivé deuxième du scrutin. Pita obtient 325 voix dont celles de 13 sénateurs, soit 51 de moins que les 376 nécessaires,,. Celui-ci peut encore présenter sa candidature deux fois. Il est suspendu de son mandat le 19 juillet sur décision de la Cour constitutionnelle. Le jour même, le Parlement vote pour déclarer illégale sa candidature, celle-ci ayant déjà été présentée la semaine précédente. D'importantes manifestations ont lieu le jour même à Bangkok pour protester contre cette décision.
Le vote du Parlement est reporté le 25 juillet à une durée indéterminée, jusqu'à ce que la Cour constitutionnelle se prononce au sujet de Pita Limjaroenrat. Le 2 août, dans le but de rallier les voix des sénateurs et des partis des militaires, le PT annonce mettre fin à sa coalition avec Aller de l'avant, et présente la candidature de l'un de ses élus, Srettha Thavisin,. Évoquant un vice de procédure, la Cour constitutionnelle rejette le 16 août le recours du parti de Pita, permettant ainsi à la procédure parlementaire de se poursuivre,.
Le Palang Pracharat se rallie le 21 août à la candidature de Srettha Thavisin dans le cadre d'une coalition de onze partis, incluant également deux autres partis militaristes, le Parti de la fierté thaïe et le Parti de la Nation thaïe unie. Ces ralliements permettent l'élection de Srettha Thavisin au poste de Premier ministre le 22 août, grâce au ralliement d'une grande partie des sénateurs. Son vote d'investiture reçoit 482 voix pour (dont 152 de sénateurs), 165 voix contre (dont 149 de membres d'Aller de l'avant) et 100 abstentions (dont 68 de sénateurs),.
| Position                                                                              | Groupe                                                                                | Groupe                                                                                | Groupe                                                                                | Groupe                                                                                | Groupe                                                                                | Groupe                                                                                | Groupe                                                                                | Groupe                                                                                | Groupe                                                                                | Groupe                                                                                | Groupe                                                                                | Groupe                                                                                | Groupe                                                                                | Groupe                                                                                | Groupe                                                                                | Groupe                                                                                | Groupe                                                                                | Groupe                                                                                | Sénat                                                                                 | Total |
| Position                                                                              | KK                                                                                    | PT                                                                                    | BJT                                                                                   | PP                                                                                    | RTSC                                                                                  | DEM                                                                                   | CTP                                                                                   | PCC                                                                                   | TST                                                                                   | CPK                                                                                   | PTRP                                                                                  | LIB                                                                                   | NDP                                                                                   | TTPP                                                                                  | FA                                                                                    | NPS                                                                                   | NP                                                                                    | CT                                                                                    | Sénat                                                                                 | Total |
| ------------------------------------------------------------------------------------- | ------------------------------------------------------------------------------------- | ------------------------------------------------------------------------------------- | ------------------------------------------------------------------------------------- | ------------------------------------------------------------------------------------- | ------------------------------------------------------------------------------------- | ------------------------------------------------------------------------------------- | ------------------------------------------------------------------------------------- | ------------------------------------------------------------------------------------- | ------------------------------------------------------------------------------------- | ------------------------------------------------------------------------------------- | ------------------------------------------------------------------------------------- | ------------------------------------------------------------------------------------- | ------------------------------------------------------------------------------------- | ------------------------------------------------------------------------------------- | ------------------------------------------------------------------------------------- | ------------------------------------------------------------------------------------- | ------------------------------------------------------------------------------------- | ------------------------------------------------------------------------------------- | ------------------------------------------------------------------------------------- | ----- |
| Position                                                                              |                                                                                       |                                                                                       |                                                                                       |                                                                                       |                                                                                       |                                                                                       |                                                                                       |                                                                                       |                                                                                       |                                                                                       |                                                                                       |                                                                                       |                                                                                       |                                                                                       |                                                                                       |                                                                                       |                                                                                       |                                                                                       | Sénat                                                                                 | Total |
| POUR                                                                                  | 0                                                                                     | 140                                                                                   | 71                                                                                    | 39                                                                                    | 36                                                                                    | 16                                                                                    | 10                                                                                    | 8                                                                                     | 0                                                                                     | 2                                                                                     | 2                                                                                     | 1                                                                                     | 1                                                                                     | 1                                                                                     | 0                                                                                     | 1                                                                                     | 1                                                                                     | 1                                                                                     | 152                                                                                   | 482   |
| CONTRE                                                                                | 149                                                                                   | 0                                                                                     | 0                                                                                     | 0                                                                                     | 0                                                                                     | 2                                                                                     | 0                                                                                     | 0                                                                                     | 0                                                                                     | 0                                                                                     | 0                                                                                     | 0                                                                                     | 0                                                                                     | 0                                                                                     | 1                                                                                     | 0                                                                                     | 0                                                                                     | 0                                                                                     | 13                                                                                    | 165   |
| ABSTENTION                                                                            | 0                                                                                     | 0                                                                                     | 0                                                                                     | 0                                                                                     | 0                                                                                     | 6                                                                                     | 0                                                                                     | 1                                                                                     | 6                                                                                     | 0                                                                                     | 0                                                                                     | 0                                                                                     | 0                                                                                     | 0                                                                                     | 0                                                                                     | 0                                                                                     | 0                                                                                     | 0                                                                                     | 68                                                                                    | 81    |
| Nombre de votants : 748 — Nombre de suffrages exprimés : 728 — Majorité absolue : 375 | Nombre de votants : 748 — Nombre de suffrages exprimés : 728 — Majorité absolue : 375 | Nombre de votants : 748 — Nombre de suffrages exprimés : 728 — Majorité absolue : 375 | Nombre de votants : 748 — Nombre de suffrages exprimés : 728 — Majorité absolue : 375 | Nombre de votants : 748 — Nombre de suffrages exprimés : 728 — Majorité absolue : 375 | Nombre de votants : 748 — Nombre de suffrages exprimés : 728 — Majorité absolue : 375 | Nombre de votants : 748 — Nombre de suffrages exprimés : 728 — Majorité absolue : 375 | Nombre de votants : 748 — Nombre de suffrages exprimés : 728 — Majorité absolue : 375 | Nombre de votants : 748 — Nombre de suffrages exprimés : 728 — Majorité absolue : 375 | Nombre de votants : 748 — Nombre de suffrages exprimés : 728 — Majorité absolue : 375 | Nombre de votants : 748 — Nombre de suffrages exprimés : 728 — Majorité absolue : 375 | Nombre de votants : 748 — Nombre de suffrages exprimés : 728 — Majorité absolue : 375 | Nombre de votants : 748 — Nombre de suffrages exprimés : 728 — Majorité absolue : 375 | Nombre de votants : 748 — Nombre de suffrages exprimés : 728 — Majorité absolue : 375 | Nombre de votants : 748 — Nombre de suffrages exprimés : 728 — Majorité absolue : 375 | Nombre de votants : 748 — Nombre de suffrages exprimés : 728 — Majorité absolue : 375 | Nombre de votants : 748 — Nombre de suffrages exprimés : 728 — Majorité absolue : 375 | Nombre de votants : 748 — Nombre de suffrages exprimés : 728 — Majorité absolue : 375 | Nombre de votants : 748 — Nombre de suffrages exprimés : 728 — Majorité absolue : 375 | Nombre de votants : 748 — Nombre de suffrages exprimés : 728 — Majorité absolue : 375 | Élu   |

### Fin du gouvernement
Le 14 août 2024, la Cour constitutionnelle décide, à 5 votes contre 4, de démettre Srettha Thavisin de ses fonctions de Premier ministre en raison de la violation des règles d'éthique fixées par la Constitution, notamment à cause de la nomination de Pichit Chuenban au poste de ministre auprès de son Cabinet, et ce malgré sa condamnation en 2008 à une peine d'emprisonnement.

## Composition initiale

### Premier ministre
| Fonction                               | Nom | Nom              | Parti |
| -------------------------------------- | --- | ---------------- | ----- |
| Premier ministre Ministre des Finances |     | Srettha Thavisin | PT    |

### Vice-Premiers ministres
| Fonction                                                                       | Nom | Nom                       | Parti |
| ------------------------------------------------------------------------------ | --- | ------------------------- | ----- |
| Vice-Premier ministre Ministre du Commerce                                     |     | Phumtham Wechayachai      | PT    |
| Vice-Premier ministre                                                          |     | Somsak Thepsuthin         | PT    |
| Vice-Premier ministre Ministre des Affaires étrangères                         |     | Panpree Phitthanukorn     | PT    |
| Vice-Premier ministre Ministre de l'Intérieur                                  |     | Anutin Charnvirakul       | FT    |
| Vice-Premier ministre Ministre des Ressources naturelles et de l'Environnement |     | Patcharawat Wongsuwan     | PP    |
| Vice-Premier ministre Ministre de l'Énergie                                    |     | Phiraphan Salirathawiphak | NTU   |

### Ministres
| Fonction                                                                                | Nom | Nom                         | Parti |
| --------------------------------------------------------------------------------------- | --- | --------------------------- | ----- |
| Ministre auprès du Cabinet du Premier ministre                                          |     | Phuangpetch Chunlaied       | PT    |
| Ministre de la Défense                                                                  |     | Suthin Klangsaeng           | PT    |
| Ministre du Tourisme et des Sports                                                      |     | Sudawan Wangsuphakitkoson   | PT    |
| Ministre du Développement social et de la Sécurité humaine                              |     | Varawut Silpa-archa         | DNT   |
| Ministre de l'Enseignement supérieur, de la Science, de la Recherche et de l'Innovation |     | Suphamas Issaraphakdi       | FT    |
| Ministre de l'Agriculture et des Coopératives                                           |     | Thammanat Phromphao         | PP    |
| Ministre des Transports                                                                 |     | Suriya Juangroongruangkit   | PT    |
| Ministre de l'Économie et de la Société numériques                                      |     | Prasert Chanthararuangthong | PT    |
| Ministre de la Justice                                                                  |     | Thawee Sodsong              | PCC   |
| Ministre du Travail                                                                     |     | Pipat Ratchakitprakarn      | FT    |
| Ministre de la Culture                                                                  |     | Sermsak Phongpanich         | PT    |
| Ministre de l'Éducation                                                                 |     | Permpoon Chidchob           | FT    |
| Ministre de la Santé publique                                                           |     | Chonlanan Srikaew           | PT    |
| Ministre de l'Industrie                                                                 |     | Phimphatra Wichaikul        | NTU   |

### Vice-ministres
| Fonction                                           | Nom | Nom                        | Parti |
| -------------------------------------------------- | --- | -------------------------- | ----- |
| Vice-ministre des Finances                         |     | Kritsada Chinawicharana    | PT    |
| Vice-ministre des Finances                         |     | Chunlaphan Amornwiwat      | PT    |
| Vice-ministre des Affaires étrangères              |     | Jakraphong Saengmanee      | PT    |
| Vice-ministre de l'Agriculture et des Coopératives |     | Chaiya Phromma             | PT    |
| Vice-ministre de l'Agriculture et des Coopératives |     | Anucha Nakasai             | NTU   |
| Vice-ministre des Transports                       |     | Monporn Charoensri         | PT    |
| Vice-ministre des Transports                       |     | Suraphong Piyachote        | PT    |
| Vice-ministre du Commerce                          |     | Naphinthorn Srisangphan    | FT    |
| Vice-ministre de l'Intérieur                       |     | Krieng Kaltinan            | PT    |
| Vice-ministre de l'Intérieur                       |     | Chada Thaiseth             | FT    |
| Vice-ministre de l'Intérieur                       |     | Songsak Thongsri           | FT    |
| Vice-ministre de l'Éducation                       |     | Surasak Phancharoenvorakul | FT    |
| Vice-ministre de la Santé publique                 |     | Santi Phromphat            | PP    |

## Évolution de la composition
Le 27 avril 2024, un remaniement de grande ampleur a lieu. 
Plusieurs ministres et vice-ministres sont démis de leurs fonctions :
- Phuangpetch Chunlaied, ministre auprès du Cabinet du Premier ministre ;
- Chonlanan Srikaew, ministre de la Santé publique ;
- Chaiya Phromma et Anucha Nakasai, vice-ministre de l'Agriculture et des Coopératives.

Srettha Thavisin, Premier ministre, perd son portefeuille supplémentaire de ministre des Finances. Panpree Phitthanukorn, ministre des Affaires étrangères, perd son portefeuille de vice-Premier ministre.
Plusieurs ministres changent aussi d'attribution :
- Jakraphong Saengmanee, vice-ministre des Affaires étrangères, devient ministre auprès du Cabinet du Premier ministre ;
- Sermsak Phongpanich, ministre de la Culture, devient ministre du Tourisme et des Sports ;
- Sudawan Wangsuphakitkoson, ministre du Tourisme et des Sports, devient ministre de la Culture ;
- Somsak Thepsuthin, vice-Premier ministre, devient ministre de la Santé publique.

Suriya Juangroongruangkit, ministre des Transports, se voit rajouter le portefeuille supplémentaire de vice-Premier ministre.
En complément, de nouvelles personnes entrent au gouvernement :
- Pichai Chunhavajira, nommé vice-Premier ministre et ministre des Finances (en remplacement du portefeuille supplémentaire que détenait Srettha Thavisin) ;
- Phichit Chuenban, nommé ministre auprès du Cabinet du Premier ministre ;
- Jiraporn Sinthuprai, nommée ministre auprès du Cabinet du Premier ministre ;
- Paophum Rojanasakul, nommé vice-ministre des Finances ;
- Atthakorn Sirilattayakorn, nommé vice-ministre de l'Agriculture et des Coopératives ;
- Suchart Chomklin, nommé vice-ministre du Commerce.

Le 30 avril 2024, à la suite de la démission du ministère des Affaires étrangères Panpree Phitthanukorn deux jours auparavant, Maris Saengiamphong est nommé pour le remplacer.

## Galerie du gouvernement actuel

### Premier ministre
| Portrait | Fonction                                                              | Nom | Nom                  | Parti |
| -------- | --------------------------------------------------------------------- | --- | -------------------- | ----- |
|          | Premier ministre (intérim) Vice-Premier ministre Ministre du Commerce |     | Phumtham Wechayachai | PT    |

### Vice-Premiers ministres
| Portrait | Fonction                                                                       | Nom | Nom                       | Parti |
| -------- | ------------------------------------------------------------------------------ | --- | ------------------------- | ----- |
|          | Vice-Premier ministre Ministre de l'Intérieur                                  |     | Anutin Charnvirakul       | FT    |
|          | Vice-Premier ministre Ministre des Ressources naturelles et de l'Environnement |     | Patcharawat Wongsuwan     | PP    |
|          | Vice-Premier ministre Ministre de l'Énergie                                    |     | Phiraphan Salirathawiphak | NTU   |
|          | Vice-Premier ministre Ministre des Transports                                  |     | Suriya Juangroongruangkit | PT    |
|          | Vice-Premier ministre Ministre des Finances                                    |     | Pichai Chunhavajira       | SE    |

### Ministres
| Portrait | Fonction                                                                                | Nom                 | Nom                         | Parti |
| -------- | --------------------------------------------------------------------------------------- | ------------------- | --------------------------- | ----- |
|          | Ministre auprès du Cabinet du Premier ministre                                          |                     | Phuangpetch Chunlaied       | PT    |
|          | Ministre auprès du Cabinet du Premier ministre                                          | Jiraporn Sinthuprai | PT                          |       |
|          | Ministre de la Défense                                                                  | Suthin Klangsaeng   | PT                          |       |
|          | Ministre des Affaires étrangères                                                        |                     | Maris Saengiamphong         | SE    |
|          | Ministre du Tourisme et des Sports                                                      |                     | Sermsak Phongpanich         | PT    |
|          | Ministre du Développement social et de la Sécurité humaine                              |                     | Varawut Silpa-archa         | DNT   |
|          | Ministre de l'Enseignement supérieur, de la Science, de la Recherche et de l'Innovation |                     | Suphamas Issaraphakdi       | FT    |
|          | Ministre de l'Agriculture et des Coopératives                                           |                     | Thammanat Phromphao         | PP    |
|          | Ministre de l'Économie et de la Société numériques                                      |                     | Prasert Chanthararuangthong | PT    |
|          | Ministre de la Justice                                                                  |                     | Thawee Sodsong              | PCC   |
|          | Ministre du Travail                                                                     |                     | Pipat Ratchakitprakarn      | FT    |
|          | Ministre de la Culture                                                                  |                     | Sudawan Wangsuphakitkoson   | PT    |
|          | Ministre de l'Éducation                                                                 |                     | Permpoon Chidchob           | FT    |
|          | Ministre de la Santé publique                                                           |                     | Somsak Thepsuthin           | PT    |
|          | Ministre de l'Industrie                                                                 |                     | Phimphatra Wichaikul        | NTU   |

### Vice-ministres

#### Finances
| Portrait | Nom | Nom                     | Parti |
| -------- | --- | ----------------------- | ----- |
|          |     | Kritsada Chinawicharana | SE    |
|          |     | Chunlaphan Amornwiwat   | PT    |
|          |     | Paophum Rojanasakul     | PT    |

#### Agriculture et Coopératives
- Atthakorn Sirilatthayakorn

#### Transports
| Portrait | Nom                 | Nom                | Parti |
| -------- | ------------------- | ------------------ | ----- |
|          |                     | Monporn Charoensri | PT    |
|          | Suraphong Piyachote | PT                 |       |

#### Commerce
| Portrait | Nom | Nom                     | Parti |
| -------- | --- | ----------------------- | ----- |
|          |     | Naphinthorn Srisangphan | FT    |
|          |     | Suchart Chomklin        | NTU   |

#### Intérieur
| Portrait | Nom | Nom              | Parti |
| -------- | --- | ---------------- | ----- |
|          |     | Krieng Kaltinan  | PT    |
|          |     | Chada Thaiseth   | FT    |
|          |     | Songsak Thongsri | FT    |

#### Éducation
| Portrait | Nom | Nom                        | Parti |
| -------- | --- | -------------------------- | ----- |
|          |     | Surasak Phancharoenvorakul | FT    |

#### Santé publique
| Portrait | Nom | Nom             | Parti |
| -------- | --- | --------------- | ----- |
|          |     | Santi Phromphat | PP    |